# Абдуллах Чатлъ
Абдуллах Чатлъ (на турски: Abdullah Çatlı) е турски ултранационалист, един от лидерите на турската националистична организация „Сивите вълци“. Той си приписва една от водещите роли за ликвидирането на лидера на арменската съпротивителна терористична организация АСАЛА Агоп Агопян.
Чатлъ е роден и отраснал в средна Анадола, където е бил привлечен от ултра-десните идеи и е участвал в „тъмни“ операции срещу активисти на Кюрдската Работническа Партия.
Абдулах Чатлъ, след като в 1983 г. излежава присъда за наркотрафик в Швейцария, познавайки славата му на наемен убиец е вербуван от шефа на МИТ (турското външно разузнаване) Метин Гюньол за ликвидиране на активисти от арменската съпротива. На 22 март групата на Абдулах Чатлъ в Париж залага бомба в колата на Ара Торанян, но тя не се задейства, следващ опит също се проваля, Троянян споделя, че атентаторите са минирали грешна кола, колата-бомба предназначена за Анри Папазян на 1 май 1984 г. също не експлодира. Папазян, както сега се смята, всъщност е убит в резултат на вътрешни борби. Чатлъ претендира за убийството на Агоп Агопян, но по това време турчинът отново е в затвора за наркотрафик, този път във Франция.
За него се твърди, че е организирал бягството на Али Агджа от турски затвор. През 1985, в Рим, Чатлъ заявява пред медиите, че му са били предложени 3 милиона германски марки от немското разузнаване, за да обвини българското и руското разузнаване за атентата срещу папа Йоан Павел ІІ.
Чатлъ загива в катастрофа през 1996 близо до града Сусурлук. В автомобила му са открити телата на Хюсеин Кочадак (висш полицейски шеф, началник на полицията в Анкара), Седат Бучак (член на парламента), последният оцелява и е известен като про-турски активист от кюрдски произход, чиито операции срещу ПКК биват финансирани от армията.
По време на катастрофата, Чатлъ е издирван от полицията за наркотрафик и убийство. В колата са намерени разрешителни за оръжие, фалшиви паспорти, няколко пистолета със заглушители, наркотици и десетки хиляди долари в брой.
Когато се разбира, че Чатлъ е сътрудничил на турската полиция и разузнаване, избухва скандал, който кара турският вътрешен министър да подаде оставка.
Чатлъ поддържа добри отношения с турската и българската мафия и се смята, че е участвал в трафика на хероин между двете страни.